# Olanzapina
Olanzapina é um medicamento antipsicótico utilizado para o tratamento de esquizofrenia. A olanzapina é um antipsicótico atípico de segunda geração, sendo estruturalmente similar a clozapina e classificado como tienobenzodiazepina. Sua patente expirou em 2011, podendo ser encontrada na forma genérica em todo o mundo. Seus nomes comerciais incluem: Axonium, Midax, Zyprexa, Zydis, Zap, Zalasta, Zolafren, Olzapin, Rexapin e Simbiax (combinado com fluoxetina). É um dos neurolépticos mais usados no mundo. Está na Lista de Medicamentos Essenciais da Organização Mundial da Saúde.

## Indicações
Pode ser usado no tratamento de:
- Esquizofrenia e outros transtornos psicóticos, melhora sintomas positivos e negativos,
- Transtorno bipolar com ou sem alucinações ou delírios (em conjunto com valproato ou sal de lítio),
- Episódio maníaco,
- Transtorno de personalidade limítrofe,
- Depressão maior resistente a tratamento (em conjunto com um ISRS, IRSN, TCA ou IMAO),
- Síndrome de Tourette
- Transtorno de Estresse Pós-Traumático.

## Farmacodinâmica
Tem maior afinidade para bloquear os receptores D2 (dopaminérgicos) e 5-HT2A (serotoninérgico) e H1(histamínico), e menor afinidade para o alfa-1 (adrenérgico) e mAch (muscarínico).

## Efeitos colaterais
Os efeitos mais frequentes são:
- Aumento de peso,
- Dislipidemia,
- Dores de cabeça,
- Sonolência,
- Insônia,
- Agitação,
- Nervosismo,
- Irritabilidade,
- Ouvir zumbidos,
- Sensibilidade à luz.

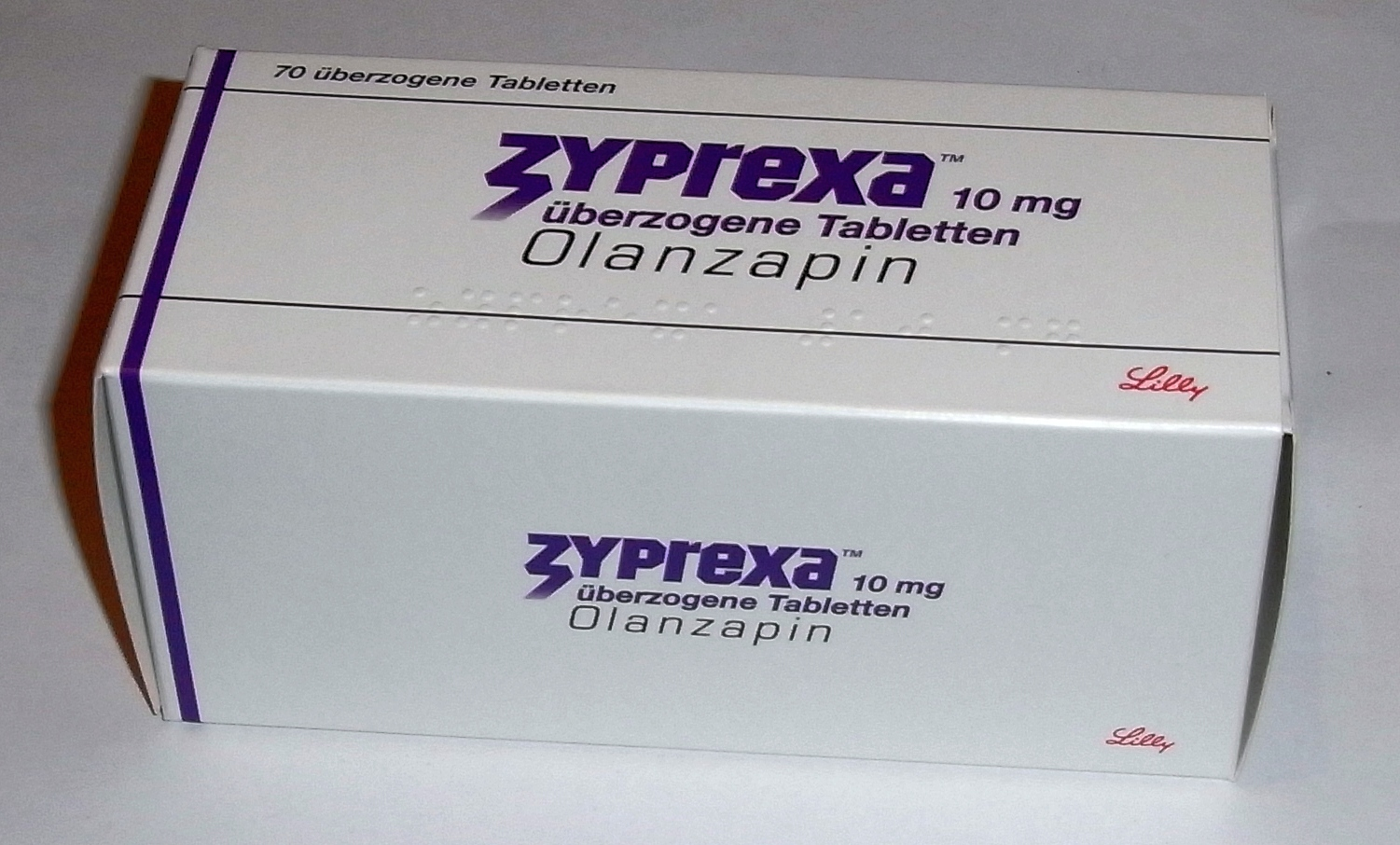
Caixa de 10mg

De forma menos comum podem surgir contrações musculares, enrijecimento dos músculos, inquietação. Raramente causa síndrome neuroléptica maligna.

## Contraindicações
Pacientes com problemas cardiovasculares e de epilepsia devem usá-lo com precaução, e pacientes com glaucoma devem evitá-lo. Ao contrário de outros antipsicóticos, a olanzapina não deve ser utilizada por pacientes idosos ou com demência, pois aumenta o risco de infarto. Como todos os antipsicóticos, é preferível evitá-lo durante o primeiro trimestre da gestação.[carece de fontes?]

## Sobredose
Doses maiores que 40mg sem preparação adequada podem causar taquicardia, agitação, disartria, alteração da consciência e coma.[carece de fontes?]